# Sagra jansoni
Sagra jansoni är en skalbaggsart som beskrevs av Joseph Sugar Baly 1860. Sagra jansoni ingår i släktet Sagra och familjen bladbaggar. Inga underarter finns listade i Catalogue of Life.